# Автоматичне письмо
Автоматичне письмо — засадничий принцип сюрреалізму, швидкісне, майже вільне від редагування та ретуші («автоматичне») перенесення на папір слів, уривків мовлення, асоціацій, образів, спонтанних «осяянь», нав'язливих видінь, що раптово виринають з глибин підсвідомості.
Андре Бретон визначив його як чистий психічний автоматизм, за допомогою якого
|  | сюрреалісти прагнули висловити на письмі, усно чи у якийсь інший спосіб фактичне функціонування думки, без будь-якого контролю, керованого розумом, поза великою естетичною чи моральною упередженістю. |